# 沙崙 (新竹市)
沙崙，是台灣新竹市北區的一個傳統地域名稱，位於該區中部偏南。相較於今日行政區，其範圍大致包括境福里西南端、新雅里溪北大半部，以及新竹機場未劃入各里里界部份的中部偏東地區。
1936年新竹機場建成後，沙崙地區除東南端一小部分外，其餘全落在機場範圍內。

## 歷史
台灣清治末期至日治前期，沙崙地區為一街庄，稱為「沙崙庄」，隸屬於竹北一堡。該庄北與吉羊崙庄為鄰，東與樹林頭庄為鄰，東南邊為崙仔庄，西南邊為虎仔山庄，西北邊為楊藔庄。
1901年（日治明治三十四年）11月，全台廢縣廳改設二十廳，該庄隸屬於新竹廳。1909年（明治四十二年）10月，合併二十廳為十二廳，該庄隸屬不變。1920年（大正九年），廢十二廳改設五州二廳，該庄改制為「沙崙」大字，隸屬於新竹州新竹郡新竹街。1930年（昭和五年）新竹街升格為新竹市，該地區仍屬之。1936年（昭和十一年）新竹機場建成後，沙崙地區除東南端一小部分外，其餘全落在機場範圍內。
戰後新竹市改制為省轄市。1950年新竹縣市合併後拆分為桃、竹、苗三縣，新竹市縮減轄區並降為新竹縣縣轄市，本地區仍屬之。1982年7月，新竹市再度升格為省轄市。